# آمال عفيش
آمال عفيش (7 يوليو 1947 -)، ممثلة لبنانية.

## حياتها ونشأتها
ولدت عام ١٩٤٧، بدأت حياتها الفنية في المسرح وبعدها إتجهت إلى السينما حيث شاركت في عدد من الافلام المصرية واللبنانية، من أهمها (الأستاذ أيوب) و(عذاب الأمهات) ولكن أكثر أعمالها في التلفزيون حيث شاركت في مسلسلات كثيرة أردنية ولبنانية منها (الغريبة)، (غنوجة بيا)، (شيء من القوة) و (الدنيا هيك).

## وصلات خارجية
- آمال عفيش على موقع قاعدة بيانات الأفلام العربية